# Rubus albiflorus
Rubus albiflorus är en rosväxtart som beskrevs av Jean Nicolas Boulay, Amp; Lucand och Coste. Rubus albiflorus ingår i släktet rubusar, och familjen rosväxter. Inga underarter finns listade i Catalogue of Life.